# Norina (Tiefdruckgebiet)
Das Tiefdruckgebiet Norina war ein Tief, dessen Sturmausläufer am 12. Juli 2010 massive Schäden in Nordrhein-Westfalen und Niedersachsen zu Sachschäden, Verkehrsbehinderungen, Probleme mit der Stromversorgung, Verletzten und drei Todesopfern führte. Es wurden Windgeschwindigkeiten von bis zu 120 km/h gemessen. Patin bei der Namensgebung war die Meteorologin Norina Bähr.

## Entstehung und Verlauf
Mit dem Sturm endete eine Hitzewelle aufgrund des Hochdruckgebiets Zadok mit Temperaturen bis zu 39 °C voraus (gemessener Spitzenwert 38,8 °C in Bendorf bei Koblenz). Es bildete sich eine Gewitterlinie zwischen dem Hoch über dem östlichen Mitteleuropa und dem Tief Norina über Großbritannien. Die Sturmböen traten in Deutschland zunächst im Rheinland und am Niederrhein auf, dann in der Grafschaft Bentheim und im Münsterland, gefolgt vom Emsland und Ostfriesland und zuletzt bei Helgoland. In Aachen wurden Böen bis zu 120 km/h gemessen. In Düsseldorf gab es 20 Minuten Starkregen mit einem Niederschlag von 20 Liter pro Quadratmeter.

## Schäden

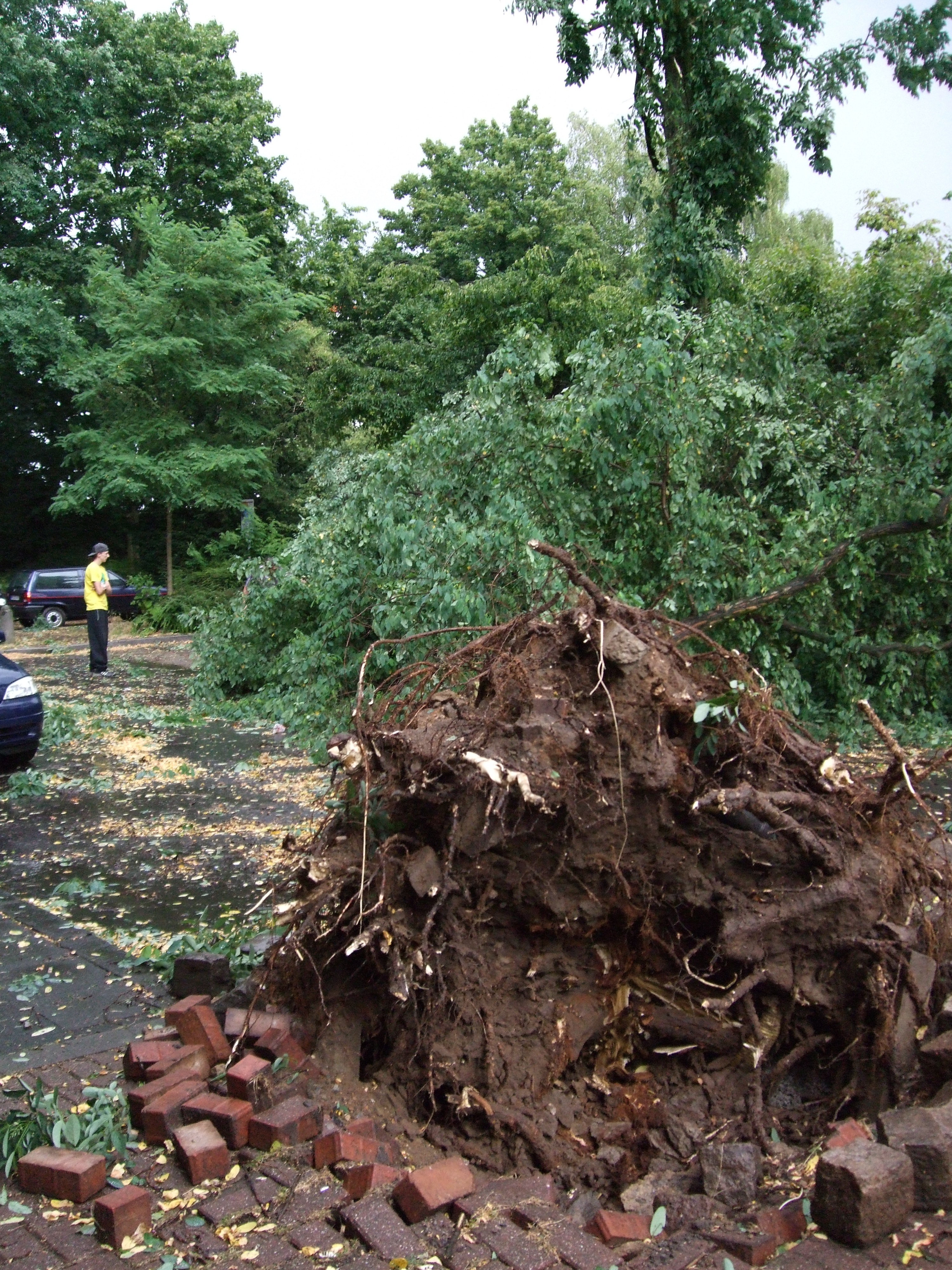
Umgestürzter Baum in Neuss

Das Innenministerium von Nordrhein-Westfalen verzeichnete 3.700 Einsätze für die Feuerwehren und Hilfsdienste allein in Nordrhein-Westfalen. Der Schienenverkehr brach in einigen Regionen zusammen. In Bonn wurde das Alte Rathaus beschädigt; ein umstürzender Bauzaun verletzte sechs Passanten. In Köln wurde eine Frau von einem Lastwagen überfahren, als sie in einer Unterführung Schutz vor dem Unwetter suchte. In Düsseldorf stürzte ein Baum auf eine Gruppe von Schulkindern. In Mönchengladbach wurden vier Kinder von herabfallenden Ästen verletzt. In Kempen wurde ein Arbeiter aus acht Metern Höhe von einem Baugerüst gefegt und lebensgefährlich verletzt. Im Kreis Düren wurde ein Dachdecker von einer Garage geschleudert. In Neuss wird von einer Windhose berichtet. Dächer wurden im Stadtgebiet abgedeckt, Bäume stürzten um. In Moers wurde von einer Windböe das Flachdach eines Gebäudes abgerissen, fünf Menschen wurden verletzt. Der Tierpark Nordhorn wurde schwer verwüstet. In der Nähe starb eine Frau, als ein Baum auf ein Haus umstürzte, bei dem sie Schutz gesucht hatte. In Weener, Ostfriesland, wurde eine Frau erschlagen, als vermutlich durch eine Windhose etwa 20 Pappeln gleichzeitig umstürzten; ihr Kind überlebte leicht verletzt. Im Hafen von Leer erreichte der Sturm Geschwindigkeiten von bis zu 110 km/h; ein 157 Meter langer Schiffsneubau riss sich los. Aus Helgoland wurde von einer „schwarzen Wand“ berichtet. Auf der einen Kilometer entfernten Nebeninsel Düne von Helgoland wurde der Campingplatz völlig zerstört, Urlauber wurden zum Teil schwer verletzt.